# Staustufe Enkirch

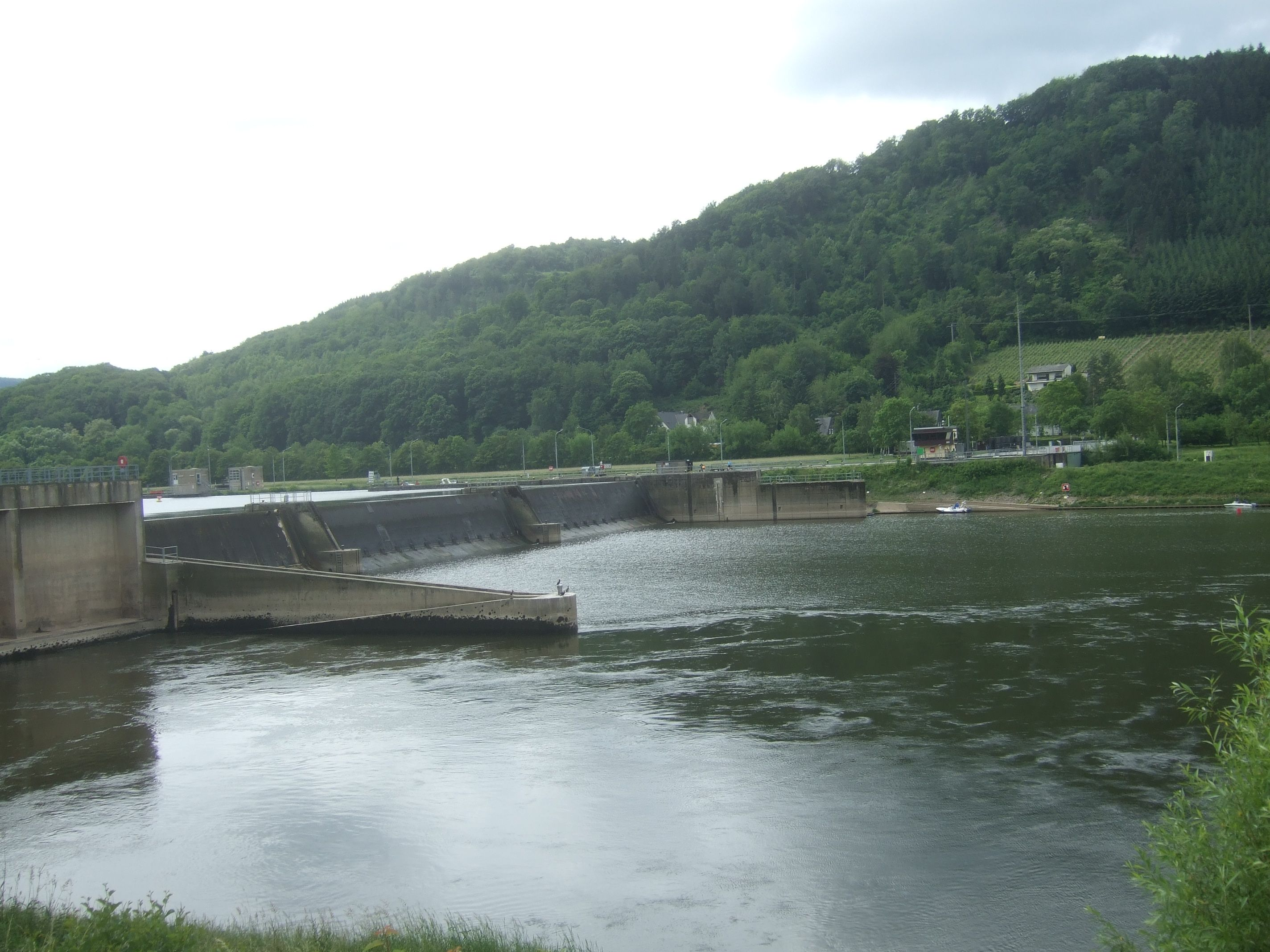
Schleuse Enkirch

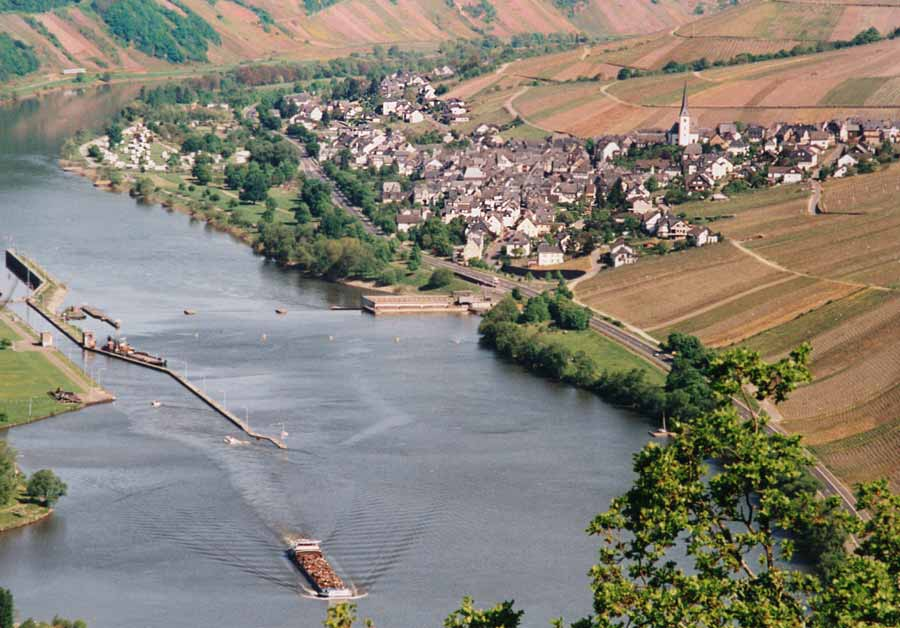
Enkirch mit Staustufe

Die Staustufe Enkirch an der Mosel bei Enkirch und Traben-Trarbach im Landkreis Bernkastel-Wittlich in Rheinland-Pfalz liegt zwischen den Staustufen Zeltingen und St. Aldegund (Landkreis Cochem-Zell) und steht unter der Verwaltung des Wasserstraßen- und Schifffahrtsamtes Mosel-Saar-Lahn.
Die Staustufe wurde 1964 im Rahmen der Moselkanalisierung erbaut, liegt am Mosel-km 103,01 und hat eine Haltungslänge von 20,83 km.
Das Stauziel über NHN liegt bei 100,5 Meter und die Fallhöhe beträgt 7,5 Meter.
Die Schiffs-Schleuse hat die Ausmaße 170 mal 12 Meter und die Bootsschleuse misst 18 mal 3,2 Meter.
Das angeschlossene Laufwasserkraftwerk Enkirch von 1966 hat eine Leistung von 18,4 Megawatt, es wird betrieben von der RWE Generation Hydro.